# 谢凯尔基
谢凯尔基（波蘭語：Siekierki，[ɕɛˈkʲɛrki]）是波兰西北部西波美拉尼亚省格里菲诺县的一个村庄，靠近德国边境。它位于采迪尼亞以南约9公里(6英里)，格雷菲諾以南52公里(32英里)，什切青以南72公里(45英里)。1945年之前，该地区是德国的一部分。该村庄人口为173人。      

## 名人
- 汉斯·席林（英语：Hans Schilling (aviator)），第一次世界大战期間陣亡的德国飞行员